# Acrotona exigua
Acrotona exigua är en skalbaggsart som först beskrevs av Wilhelm Ferdinand Erichson 1837.  Acrotona exigua ingår i släktet Acrotona, och familjen kortvingar. Enligt den finländska rödlistan är arten nationellt utdöd i Finland. Arten är reproducerande i Sverige. Artens livsmiljö är sandstränder vid Östersjön.